# Thomas Diehl
Thomas Diehl (* 1. März 1951 in Buenos Aires; † 16. April 2017) war ein deutscher Unternehmer und Manager. Er war Vorstandsvorsitzender des Familienunternehmens Diehl Stiftung & Co. KG und jüngster Enkel des Firmengründers Heinrich Diehl.

## Leben
Thomas Diehl wurde 1951 in der argentinischen Hauptstadt Buenos Aires als jüngster Sohn von Karl Diehl und dessen Frau Irmgard (geb. Schoedel), nach seinen Brüdern Werner und Peter, geboren. Nach Praktika bei General Motors und Siemens, jeweils in Argentinien, entschied sich Diehl für eine technische Studienrichtung und schloss sein Studium des Wirtschaftsingenieurwesens in der Fachrichtung Maschinenbau mit dem Grad eines Diplom-Ingenieurs ab.
Auf Wunsch seines Vaters trat er nach dem erfolgreichen Abschluss 1976 in das Familienunternehmen ein und war für die nächsten vier Jahre in der damaligen Diehl-Tochter Junghans Uhren in Schramberg tätig. Während der Zeit bei Junghans gelang ihm unter anderem der Einstieg in die Funkuhrentechnik, die das Unternehmen später wieder zurück an die Spitze der europäischen Uhrenhersteller führen sollte.
1981 kehrte er in die Nürnberger Hauptverwaltung zurück. Von dort gründete  er Tochterunternehmen in den Vereinigten Staaten und Singapur und leitete sie von Nürnberg aus. 1983 wechselte er in den damaligen Geschäftsbereich Munition und übernahm dort die Leitung der Forschung und Entwicklung. 1988 wurde er in die Geschäftsführung des Unternehmens berufen, wo er die Verantwortung für das Ressort Technik trug. 1993 übernahm er in Personalunion die operative Führung der Diehl GmbH & Co. KG als Vorsitzender der Geschäftsführung. Nach der Umfirmierung des Unternehmens in die Diehl Stiftung zu Jahresbeginn 1998 leitete er die Gruppe als Vorstandsvorsitzender.
Diehl war zudem unternehmerisch und gesellschaftspolitisch aktiv. So hatte er als Vorsitzender des Aufsichtsrats der Landesgewerbeanstalt Bayern federführend die Übernahme der LGA durch den TÜV Rheinland begleitet und damit die Institution im wirtschaftlich größeren Verbund bewahrt und gesichert. Er war Mitglied des Industriebeirats im Bayerischen Staatsministerium für Wirtschaft und Medien, Energie und Technologie, Mitglied des Hochschulrats der Georg-Simon-Ohm-Fachhochschule und Vorsitzender des Fördervereins Bayerisches Laserzentrum in Erlangen.
Diehl starb überraschend am 16. April 2017 im Alter von 66 Jahren.
Er hinterließ eine Tochter und zwei Söhne.

## Auszeichnungen
Diehl erhielt 1997 das Verdienstkreuz am Bande des Verdienstordens der Bundesrepublik Deutschland 1999 einen Ehrendoktor von der Technischen Fakultät der Friedrich-Alexander-Universität Erlangen-Nürnberg und 2005 den Bayerischen Verdienstorden. 2009 wurde er zum Ritter der französischen Ehrenlegion ernannt.